# Sibema

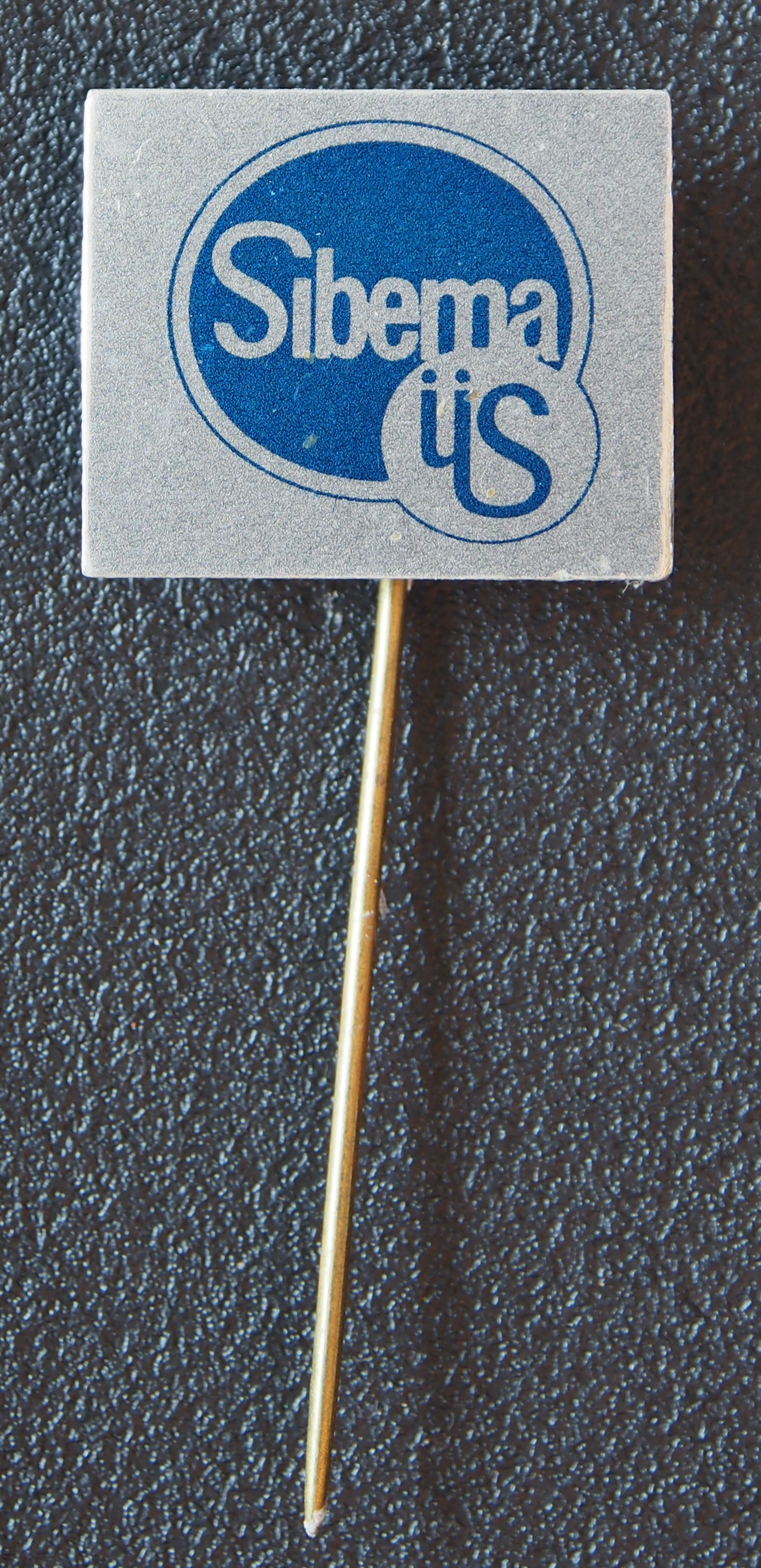
Sibema IJs-speldje

Sibema was een Nederlandse zuivelcoöperatie in Limburg, in 1970 opgegaan in Campina.

## Geschiedenis
De coöperatie kwam tot stand door de fusie in 1948 van zeven zuivelbedrijven onder de naam Coöperatieve Zuivelvereniging Zuid-Limburg, totaal goed voor 27.000 kton melk. De zuivelfabriek Sint-Rosa te Sittard werd het hoofdkantoor van deze coöperatie en tevens de centrale ijsfabriek. In deze fabriek startte men in 1933 met de productie van roomijs. In 1951 werd de naam Sibema ingevoerd voor alle zuivelproducten van de coöperatie. De merknaam Sibema staat voor Sittard, Beek, Maastricht. Het werd het meest bekend voor consumptie-ijs, dat in deze drie plaatsen werd gefabriceerd maar in 1950 in Sittard werd geconcentreerd.
In 1962 werd Sibema de officiële naam voor de coöperatie.
In 1964 volgde een fusie met de Coöperatieve Zuivelvereniging Midden-Limburg en in 1966 werd de ijsfabricage verplaatst naar Pey. In 1967 werd de officiële naam van de gefuseerde vereniging: Coöperatieve Zuivelvereniging ”Sibema”.
In 1970 werd gefuseerd met het Eindhovense Campina, terwijl tevens de Coöperatieve Melkinrichting "De Mijnstreek" te Heerlen in het gefuseerde bedrijf werd opgenomen. Hierna werden vrijwel alle Limburgse zuivelfabrieken gesloten en ook de merknaam Sibema verdween om vervangen te worden door de merknaam Campina. De Sittardse fabriek staakte de productie in 1987.